# Agnieszka Radwańska
Agnieszka Roma Aga Radwańska (Cracòvia, 6 de març de 1989) és una exjugadora de tennis professional polonesa. Arribà al número 2 del rànquing individual femení a l'estiu de 2012 després de disputar la final del Grand Slam de Wimbledon.
Radwańska se convertí en la primera jugadora de Polònia a guanyar un títol de la WTA, vencent a Vera Duixévina en la final del torneig d'Estocolm l'any 2007. L'any anterior fou guardonada amb el premi a la tennista revelació de l'any 2006. Per les fites aconseguides representant el seu país, l'any 2013 fou guardonada amb la distinció Krzyż Zasługi pel mateix president polonès Bronisław Komorowski. Fou una tennista molt estimada pels seguidors com destaca el fet que fou escollida la tennista individual favorita en sis ocasions consecutives (2011-2016). Es va retirar l'any 2018 a l'edat de 29 anys.
Va ser la portadora de la bandera polonesa en la cerimònia d'obertura dels Jocs Olímpics de Londres 2012.

## Biografia
Radwanska va néixer a Cracòvia, filla de Robert Radwański i Marta. Va iniciar-se al tennis amb quatre anys gràcies al seu pare. Pocs anys després també s'hi afegí la seva germana petita Urszula, que també va esdevenir tennista professional. Ha estudiat turisme a la universitat de la seva ciutat natal.
En el 2016 es va prometre amb el seu xicot Dawid Celt, extennista polonès que a vegades treballa en els seus entrenaments. El seu compromís es va fer públic accidentalment per la seva amiga Caroline Wozniacki. El casament es va produir el 22 de juliol de 2017 a la basílica Skałka de Cracòvia (Polònia). A l'estiu de 2020 va néixer el seu primer fill anomenat Jakub.

## Torneigs de Grand Slam

### Individual: 1 (0−1)
| Resultat  | Núm. | Any  | Torneig   | Oponent         | Marcador      |
| --------- | ---- | ---- | --------- | --------------- | ------------- |
| Finalista | 1.   | 2012 | Wimbledon | Serena Williams | 1−6, 7−5, 2−6 |

## Carrera esportiva

### Inicis
Radwańska triomfà en categoria júnior després de guanyar els títols de Wimbledon (2005) i Roland Garros (2006) sobre Tamira Paszek i Anastassia Pavliutxénkova respectivament. El primer torneig WTA que disputà fou el Varsòvia del seu país natal i avançà fins a quarts de final després de derrotar a Anastassia Mískina en el primer partit. Aquest mateix any ja entrà en el quadre principal del Wimbledon arribant a quarta ronda fins a ser superada per Kim Clijsters. Al US Open arribà a segona ronda després de caure contra Tatiana Golovin. A Luxemburg arribà a quarts de final derrotant a la número 1 del rànquing individual, Venus Williams. Aquest mateix any ja va participar en la Copa Federació per representar el seu país, que es trobava enquadrat en el Grup II europeu. Malgrat la seva joventut, va imposar-se en els quatre partits individuals que va disputar i va ajudar l'equip a superar l'eliminatòria contra Geòrgia per ascendir al Grup I europeu.

### Primers èxits (2007−2010)
La temporada 2007 va arribar a segona ronda de l'Open d'Austràlia. L'agost va esdevenir la primera tennista polonesa en guanyar un títol WTA. Concretament va superar a Vera Duixévina en la final del torneig d'Estocolm. Seguidament va arribar a quarta ronda del US Open derrotant abans a la defensora del títol Maria Xaràpova. A la Fed Cup va col·laborar amb l'equip polonès aconseguint les quatre victòries individuals i dos en dobles, però no van superar a Ucraïna en la darrera eliminatòria. A l'inici de l'any 2008 va arribar a quarts de final de l'Open d'Austràlia superant la número dos del rànquing, Svetlana Kuznetsova. A Pattaya va guanyar el seu segon títol individual contra Jill Craybas i a Istanbul el tercer contra Ielena Deméntieva. També es va imposar en la final d'Eastbourne a Nàdia Petrova sobre gespa i va arribar a quarts de final de Wimbledon en caure davant Serena Williams. Va representar el seu país en els Jocs Olímpics de Pequín però va caure a segona ronda contra Francesca Schiavone. Al US Open va perdre a segona ronda contra Venus Williams però va aconseguir els punts suficients per classificar-se com a suplent pel WTA Tour Championships per primera vegada. Va substituir Ana Ivanovic podent disputar un únic partit que va guanyar contra Kuznetsova. Aquesta excel·lent temporada va finalitzar entrant al Top 10 del rànquing individual femení. En la Copa Federació, on encara no coneixia la derrota, no tingué la mateixa sort i va perdre els dos partits individuals que va disputar excepte el darrer on es jugaven baixar el Grup II europeu, i van aconseguir mantenir-se contra Geòrgia.

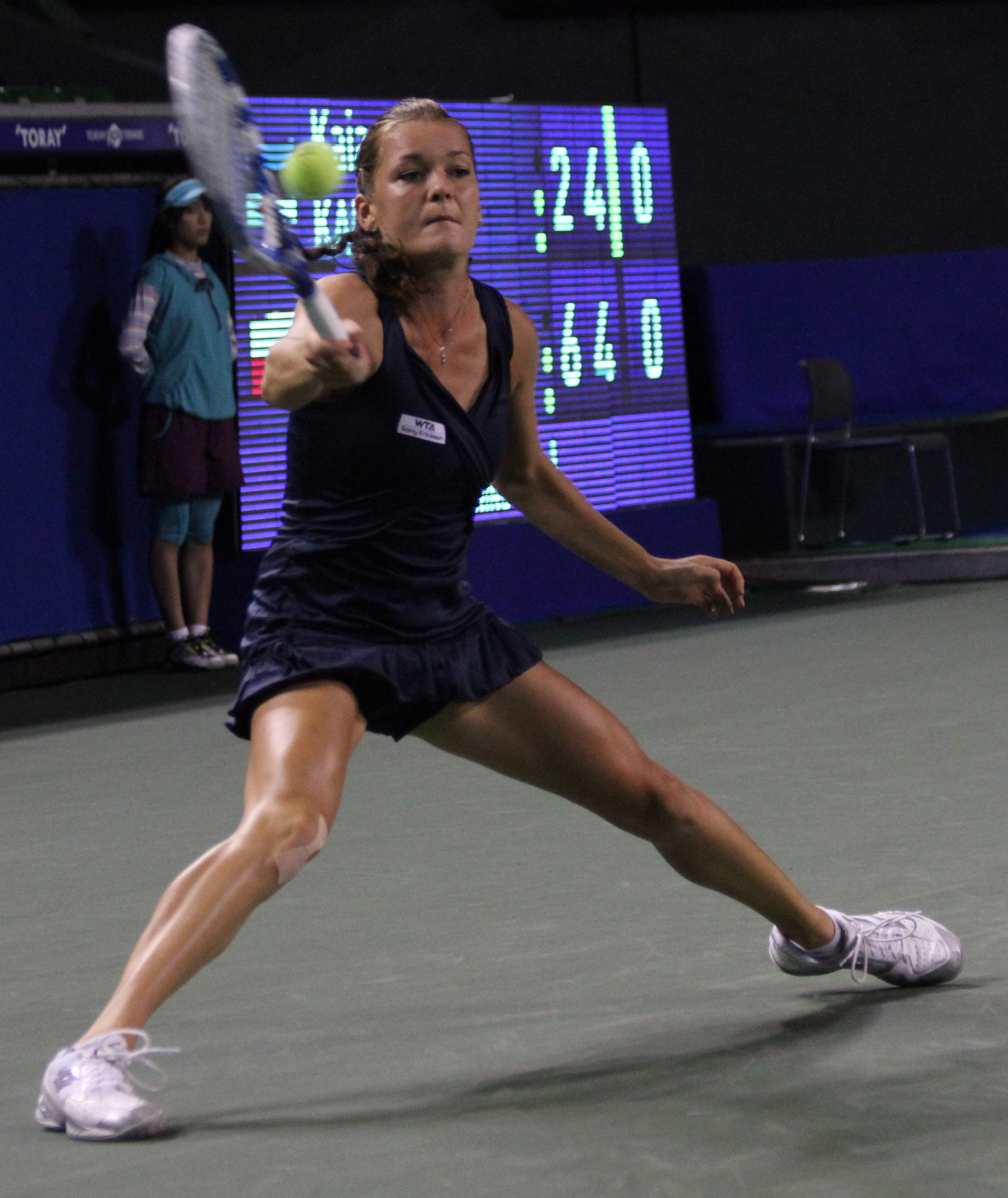
Radwanska a Tòquio (2011).

La temporada 2009 fou una mica decebedora perquè no aconseguí cap títol però aconseguí mantenir-se entre les millors tennistes. A l'Open d'Austràlia fou sorpresa a primera ronda per Katerina Bondarenko, mentre que a Indian Wells i Miami arribà a quarts de final i quarta ronda respectivament. Al Roland Garros també arribà a quarta ronda en caure davant Kuznetsova, que en fou la campiona, i en dobles competí amb la seva germana Urszula arribant a quarts de final. A Wimbledon repetí per segon any consecutiu arribant a quarta de final contra Venus Williams. Al US Open arribà només a segona ronda derrotada per Kirilenko. A Tòquio arribà a semifinals i fins a Pequín no disputà la primera final de la temporada, però fou derrotada per Kuznetsova. Es classificà pel WTA Tour Championships, novament com a suplent, i només va poder disputar un sol partit, on també s'imposà. En la Fed Cup, malgrat perdre un partit individual, l'equip polonès va avançar fins al play-off per accedir al Grup II Mundial, on van superar al Japó amb les seves victòres.
A l'inici de 2010 va arribar a tercera ronda de l'Open d'Austràlia però fent parella amb Maria Kirilenko arribà a semifinals en dobles fins a perdre amb la parella número 1, Cara Black i Liezel Huber. A Indian Wells arribà a semifinals mentre que a Miami a quarts de final. Al Roland Garros només arribà a segona ronda superada per Iaroslava Xvédova, a Wimbledon fins a quarta ronda en caure davant Li Na i al US Open només a segona ronda contra Peng Shuai. Degut a una fissura al peu, Radwanska va finalitzar la temporada després de caure a primera ronda del torneig de Pequín. Acabà la temporada caient a la 14a posició del rànquing individual. En la Fed Cup van disputar per primera vegada una eliminatòria en el Grup II Mundial, però van perdre davant Bèlgica i en el play-off també van perdre contra Espanya, baixant novament al Grup I europeu.

### Ascens i consolidació (2011−present)
La temporada 2011 va començar arribant a quarts de final de l'Open d'Austràlia a causa de ser derrotada per Clijsters, campiona final del torneig. També va arribar a quarta ronda a Indian Wells i quarts de final a Miami, però en dobles es va endur el títol amb Daniela Hantuchová com a parella. En el Roland Garros només va arribar a quarta ronda perdent contra Xaràpova, mentre que a Wimbledon fou sorpresa per Petra Cetkovská a segona ronda. A mitja temporada, Radwanska va contractar el capità de l'equip polonès de Copa Federació, Tomasz Wiktorowski, com a entrenador principal mentre que el seu pare, que fins al moment havia estat el seu únic entrenador, va passar a un segon pla. Posteriorment també va treballar esporàdicament amb l'entrenador Borna Bikic. A San Diego va derrotar a Vera Zvonariova en la final guanyant el primer títol des de 2008. A Toronto va arribar a semifinals mentre que al US Open fou novament sorpresa a segona ronda, en aquesta ocasió per Angelique Kerber. A primera ronda derrotà la seva germana Urszula. A Tòquio derrotà novament a Zvonariova en la final, guanyant el seu títol més important fins al moment. Encadenà un nou títol a Pequín guanyant a Andrea Petkovic en la final. Per primera vegada aconseguí una plaça pel WTA Tour Championships arribant com a vuitena classificada. Només guanyà un partit contra Zvonariova i va caure contra Caroline Wozniacki i Petra Kvitová, perdent les seves possibilitats d'accedir a semifinals. Acabà l'any en la vuitena posició del rànquing i fou escollida com la tennista individual favorita pels seguidors. En la Fed Cup, l'equip polonès va romandre a les portes de disputar el play-off d'ascens superat per Belarús, coincidint amb l'única derrota de Radwanska en la competició.

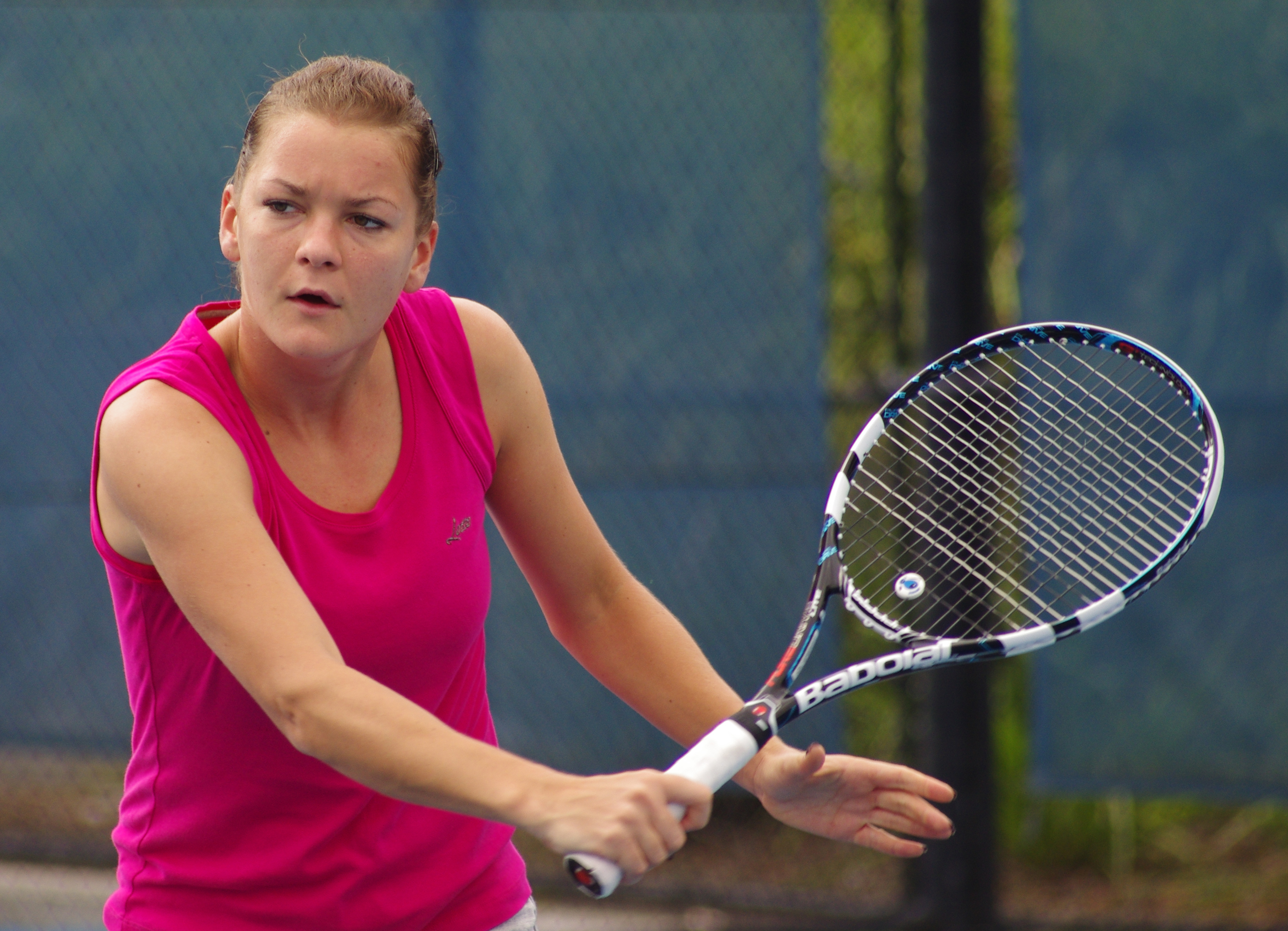
Radwanska entrenant (2012).

Durant els primers mesos de la temporada 2012, Radwańska va guanyar dos títols individuals a Dubai i Miami imposant-se a Julia Görges i Maria Xaràpova respectivament. Durant aquests mesos va guanyar a tothom amb excepció de la número 1 Viktória Azàrenka, que la va derrotar a Sydney, Open d'Austràlia, Doha i Indian Wells. Sobre terra batuda no van canviar els resultats, la seva principal enemiga la va tornar a superar a Stuttgart i Madrid, però igualment va continuar millorant el seu rànquing individual. La primera derrota enfront a una altra tennista diferent d'Azàrenka fou a Roma en primera ronda davant Petra Cetkovská. Es va refer d'aquesta sorprenent derrota a Brussel·les, on va aconseguir el tercer títol de l'any superant a Simona Halep. Malauradament no va poder fer el mateix al Roland Garros, on va caure en tercera ronda enfront Svetlana Kuznetsova. Poc després va aconseguir classificar-se per disputar la seva primera final de Grand Slam a Wimbledon, però no va poder vèncer a Serena Williams. Les victòries acumulades li van permetre millorar el seu rànquing fins al segon lloc, el millor de la seva carrera, i com a recompensa, va ser escollida la portadora de la bandera polonesa als Jocs Olímpics de Londres 2012. Malgrat disputar-se en el mateix escenari que el torneig de Wimbledon, fou derrotada tot just en primera ronda per Julia Görges. Durant l'estiu es va quedar a les portes d'esdevenir número 1 del rànquing, concretament només a una victòria en dues ocasions (Mont-real i Cincinnati), i en ambdues ocasions fou derrotada per Li Na. En el US Open va caure en quarta ronda en mans de Roberta Vinci. A la tardor només destaca la final de Tòquio on va ser superada per Nadia Petrova. Classificada pel WTA Championships, va superar la fase inicial després de superar a Petra Kvitová i Sara Errani, però perdre davant Xaràpova. Contra Errani van disputar el partit més llarg de la història del torneig. Finalment, Serena Williams es va imposar en les semifinals.

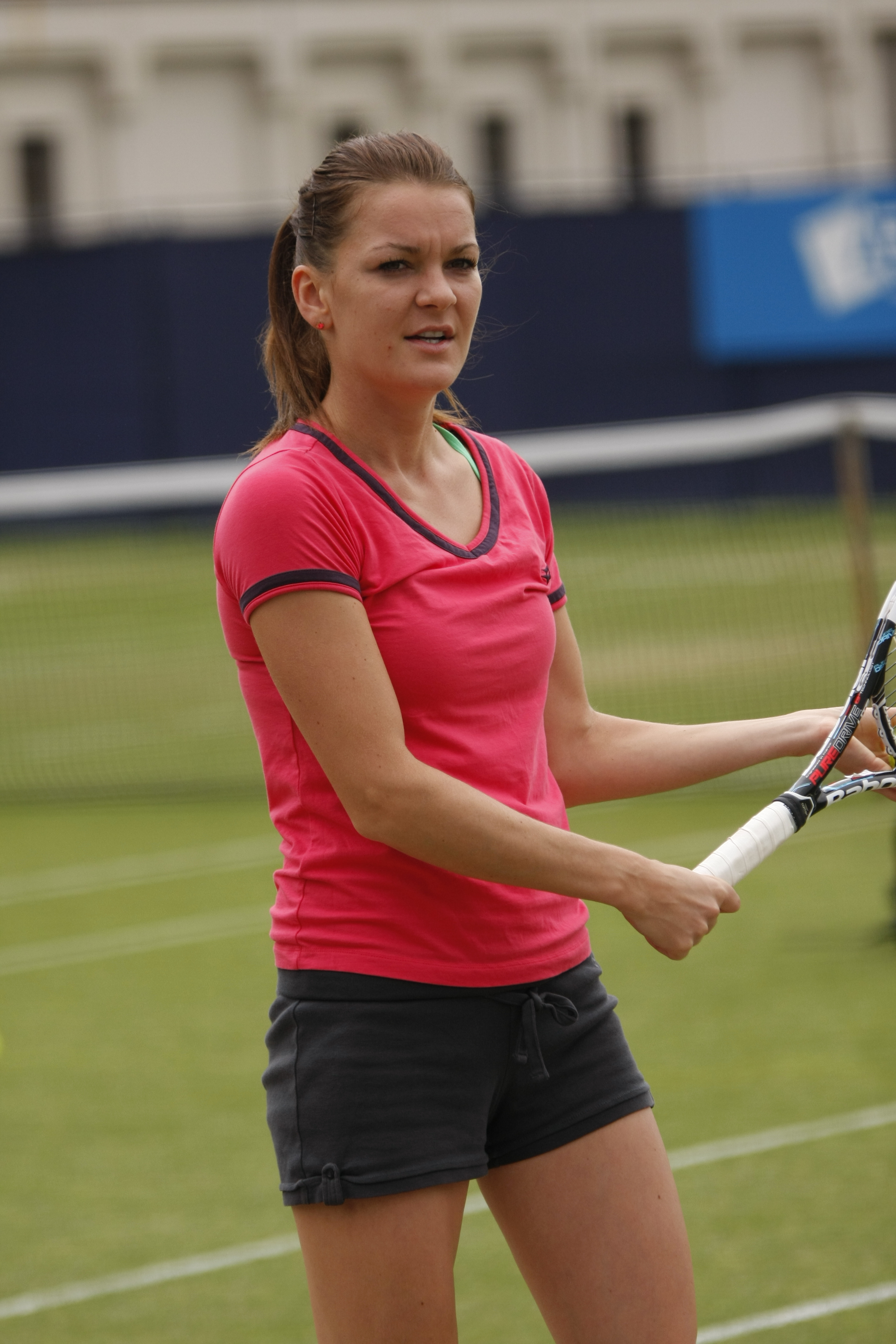
Radwanska a Eastbourne (2014).

Va començar la temporada 2013 de forma immillorable enduent-se els títols d'Auckland i Sydney després de derrotar a Yanina Wickmayer i Dominika Cibulková en les respectives finals, aquesta última per un doble 6−0. L'èxit no va tenir continuïtat a l'Open d'Austràlia, ja que va caure en els quarts de final davant Li Na. A continuació va arribar fins a les semifinals de Doha, els quarts de final a Dubai, i la quarta ronda a Indian Wells, sent derrotada per Victoria Azarenka, Petra Kvitová i Maria Kirilenko respectivament. A Miami no va aconseguir reeditar el títol i va ser vençuda en semifinals davant Serena Williams. En els torneigs sobre terra batuda va tenir molt mals resultats caient en les primeres rondes a excepció del Roland Garros, on va arribar a quarts de final en ser superada per Sara Errani. A Wimbledon va classificar-se per les semifinals per no va poder repetir la final, ja que Sabine Lisicki la va vèncer. A l'estiu es va classificar per la final de Stanford però fou derrotada per Cibulková. En el US Open no va superar la quarta ronda però al setembre va poder guanyar el tercer títol de la temporada a Seül derrotant a Anastassia Pavliutxénkova. En els darrers torneigs de l'any va caure en els quarts de final de Tòquio i en semifinals de Pequín. En el WTA Championships va partir tres derrotes en la fase inicial davant Serena Williams, Kvitová i Angelique Kerber que no li van permetre continuar en el torneig, acabant finalment en el cinquè lloc del rànquing.

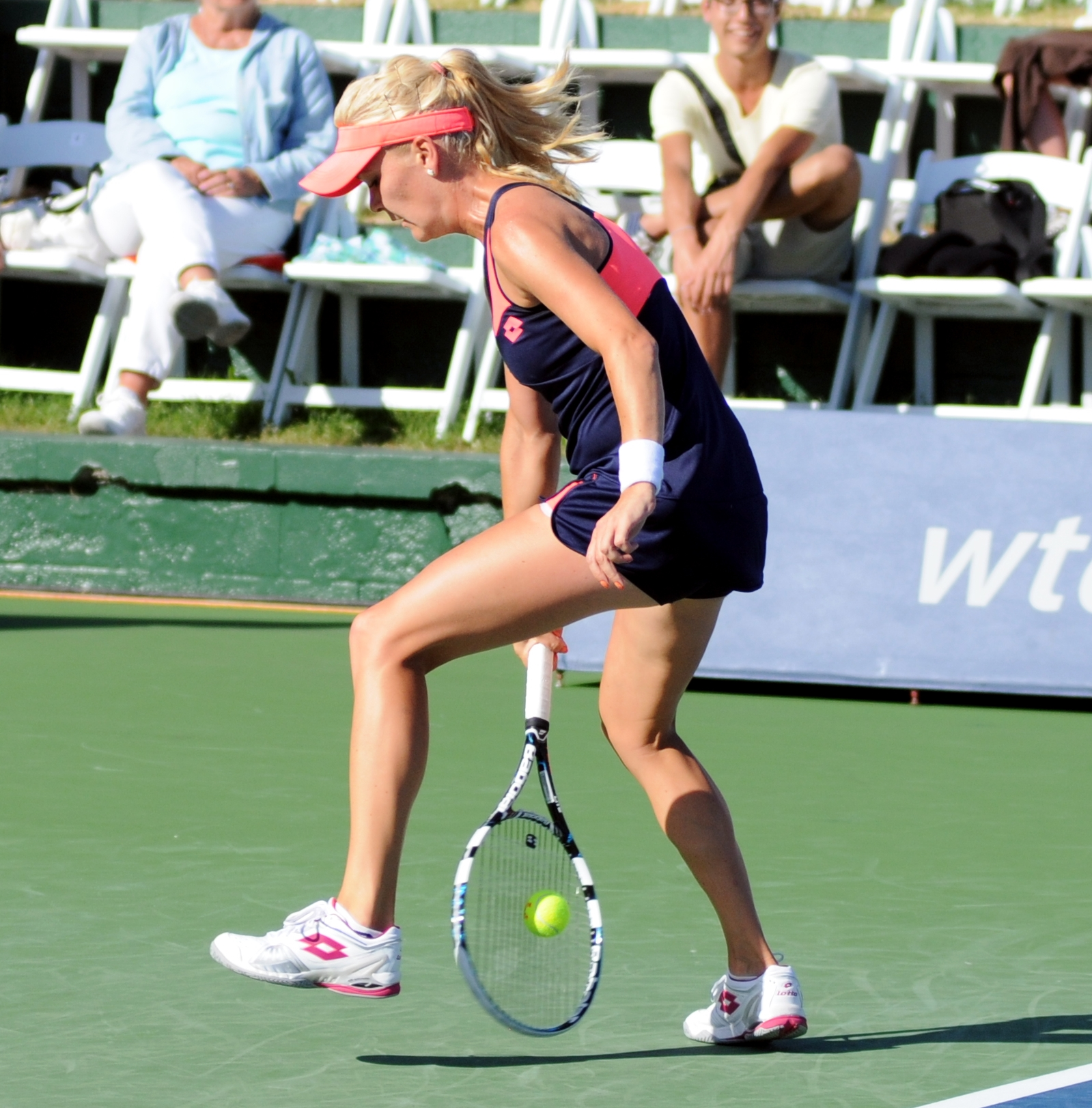
Radwanska a Los Angeles (2013).

Per iniciar l'any 2014 va participar en la Copa Hopman amb el seu compatriota Grzegorz Panfil, en el qual van avançar fins a la final però foren derrotats per la parella francesa Alizé Cornet i Jo-Wilfried Tsonga. A continuació va fallar clarament en la defensa del títol a Sydney, ja que va caure en segona ronda davant Bethanie Mattek-Sands. En l'Open d'Austràlia es va refer arribant per primera vegada en les semifinals d'aquest Grand Slam, però Cibulková la va apartar de la final. A Doha també es va quedar a semifinals després de ser vençuda per Simona Halep. Es va venjar de la romanesa a Indian Wells classificant-se per la final per primera vegada, però una lesió no li va permetre acabar el partit enfront Flavia Pennetta. A Miami va arribar a quarts de final sent superada per Cibulková novament. A continuació va participar en Katowice, primer torneig que disputava al seu país en set anys, però no va poder endur-se el títol en caure en semifinals davant Cornet. Llavors arribà a quarts de final de Stuttgart i a semifinals de Madrid, en ambdós torneigs va caure davant Xaràpova. A Roma també es va quedar a quarts de final, però en canvi, al Roland Garros va caure tot just en tercera ronda i a Wimbledon en quarta. A Mont-real va aconseguir el primer títol de la temporada després de derrotar Venus Williams en la final. Malauradament no va poder fer el mateix a Cincinnati ni al US Open, on va caure en quarts de final i en segona ronda respectivament. Tampoc tingué més sort a Seül, Wuhan o Pequín caient en les primeres rondes. En els WTA Finals, malgrat només aconseguir una victòria enfront Kvitová, va perdre davant Xaràpova i Wozniacki, aconseguí classificar-se per semifinals, però fou derrotada per Halep. Aquest resultat li va permetre acabar l'any en la sisena posició del rànquing individual. Acabada la temporada va contractar la gran extennista Martina Navratilova com a assessora esportiva amb el clar objectiu de guanyar el primer títol de Grand Slam.
Va començar l'any 2015 disputant la Copa Hopman amb Jerzy Janowicz i van aconseguir el títol per primera vegada per Polònia. Malauradament no va passar de segona ronda de Sydney ni de quarta a l'Open d'Austràlia, sent derrotada per Garbiñe Muguruza i Venus Williams respectivament. Aquests resultats mediocres es van repetir a Dubai, Doha, Indian Wells i Miami amb derrotes davant Muguruza, Williams, Heather Watson i Carla Suárez Navarro. A l'abril va disputar el torneig del seu país, Katowice, on arribà fins a semifinals caient davant Camila Giorgi. Poc després, Navratilova va abandonar el seu lloc dins l'equip tècnic al·legant que estava massa ocupada i no s'hi podia implicar suficientment. Els resultats van anar empitjorant sent superada en tercera ronda de Madrid per Wozniacki i en primera ronda de Roland Garros per Annika Beck. Per primer cop de 2011 va abandonar el Top 10 del rànquing individual. Amb l'arribada dels torneigs sobre gespa va començar a veure la llum i van arribar els bons resultats. Va encadenar la semifinal de Nottingham i la final a Eastbourne, caient davant Monica Niculescu i Belinda Bencic respectivament. A Wimbledon també va aconseguir un bon resultat sent semifinalista després de ser vençuda per Muguruza, i aquests bons resultats li van permetre tornar a entrar al Top 10. L'estiu no va ser tan fructífer, i tan a Stanford, com Toronto, com Cincinnati com a New Haven no va passar de quarts de final. En el US Open no va millor el seu rendiment i va ser eliminada tot just en tercera ronda per Keys. En canvi, el seu final de temporada fou molt positiu. A Tòquio va aconseguir el primer títol de l'any derrotant a Bencic en la final, el primer torneig que guanyava per segona ocasió en el seu palmarès. A Wuhan va debutar amb derrota davant Venus Williams, i a Pequín va caure en semifinals enfront Muguruza. Per tal de sumar els darrers punts que li permetessin classificar-se per la Copa Masters, es va imposar en torneig de Tientsin a Danka Kovinic. Ens les WTA Finals fou derrotada per Xaràpova i Pennetta ens els primers partits però la victòria sobre Halep li va permetre classificar-se per les semifinals. Allà derrota a Muguruza i en la final va vèncer a Kvitová per aconseguir el tercer títol de l'any i el més important del deu palmarès. Va esdevenir la primera tennista en guanyar aquest títol havent perdut dos partits en la fase inicial. Acabà la temporada en el cinquè lloc del rànquing individual.
Va començar la temporada 2016 amb bon nivell imposant-se en la final de Shenzhen davant Alison Riske, i en l'Open d'Austràlia va arribar a semifinals però no va poder superar la número 1 Serena Williams. A Doha i Indian Wells també es va classificar per les semifinals, de manera que va poder recuperar la segona posició del rànquing individual. A Miami va caure en quarta ronda mentre que a Stuttgart va tornar a ser semifinalista. Seguidament va disputar el torneig de Madrid amb una derrota prematura en primera ronda davant Cibulková, i en el Roland Garros va arribar a quarta ronda fins a caure davant Tsvetana Pironkova. Sobre gespa, fou derrotada en primera ronda de Birmingham, en quarts de final de Eastbourne, i en quarta ronda de Wimbledon, en aquest darrer per Cibulková. En aquest partit es va lesionar la mà dreta i estigué de baixa durant un mes. Retornà a Mont-real, on fou eliminada en tercera ronda. Pogué disputar els Jocs Olímpics de Rio de Janeiro, però fou eliminada tot just en primera ronda per la xinesa Zheng Saisai en categoria individual i també en dobles mixtos fent parella amb el seu compatriota Łukasz Kubot. A Cincinnati fou superada per Halep en quarts de final, i a New Haven va aconseguir un nou títol en imposar-se a Elina Svitolina. Tanmateix, no va aconseguir millorar el seu resultat al US Open, ja que fou vençuda per Ana Konjuh en quarta ronda. A Tòquio fou semifinalista en perdre davant Wozniacki mentre que a Wuhan arribà a quarts de final superada per Kuznetsova. L'èxit més important de la temporada arribà a Pequín, on s'imposà a Johanna Konta sense cedir cap set en tot el torneig. A Tientsin es retirà en quarts de final per dolors a la cuixa. En els WTA Finals va perdre el primer partit davant Kuznetsova malgrat disposar d'un punt de partit a favor, però llavors va vèncer a Muguruza i Karolina Pliskova. Aquestes victòries li van permetre avançar a semifinals però fou derrotada per la número 1 Kerber. Acabà l'any en tercera posició del rànquing, el seu millor resultat a final de temporada.

## Palmarès

### Individual: 28 (20−8)
| Abans de 2009                | Després de 2009         |
| ---------------------------- | ----------------------- |
| Grand Slam (0−1)             |                         |
| WTA Tour Championships (1−0) |                         |
| Tier I (0−0)                 | Premier Mandatory (3−2) |
| Tier II (1−0)                | Premier 5 (2−1)         |
| Tier III (1−0)               | Premier (6−4)           |
| Tier IV i V (2−0)            | International (4−0)     |

| Títols per superfície |
| --------------------- |
| Dura (17−6)           |
| Gespa (1−2)           |
| Terra batuda (2−0)    |

| Resultat   | Núm. | Data                   | Torneig                    | Superfície   | Oponent en la final       | Marcador          |
| ---------- | ---- | ---------------------- | -------------------------- | ------------ | ------------------------- | ----------------- |
| Guanyadora | 1.   | 5 d'agost de 2007      | Estocolm, Suècia           | Dura         | Vera Duixévina            | 6−1, 6−1          |
| Guanyadora | 2.   | 10 de febrer de 2008   | Pattaya, Tailàndia         | Dura         | Jill Craybas              | 6−2, 1−6, 7−6(4)  |
| Guanyadora | 3.   | 19 de maig de 2008     | Istanbul, Turquia          | Terra batuda | Ielena Deméntieva         | 6−3, 6−2          |
| Guanyadora | 4.   | 21 de juny de 2008     | Eastbourne, Regne Unit     | Gespa        | Nàdia Petrova             | 6−4, 6−7(11), 6−4 |
| Finalista  | 1.   | 11 d'octubre de 2009   | Pequín, Xina               | Dura         | Svetlana Kuznetsova       | 2−6, 4−6          |
| Finalista  | 2.   | 8 d'agost de 2010      | San Diego, Estats Units    | Dura         | Svetlana Kuznetsova       | 4−6, 7−6(7), 3−6  |
| Guanyadora | 5.   | 7 d'agost de 2011      | San Diego                  | Dura         | Vera Zvonariova           | 6−3, 6−4          |
| Guanyadora | 6.   | 1 d'octubre de 2011    | Tòquio, Japó               | Dura         | Vera Zvonariova           | 6−3, 6−2          |
| Guanyadora | 7.   | 9 d'octubre de 2011    | Pequín                     | Dura         | Andrea Petkovic           | 7−5, 0−6, 6−4     |
| Guanyadora | 8.   | 25 de febrer de 2012   | Dubai, Emirats Àrabs Units | Dura         | Julia Görges              | 7−5, 6−4          |
| Guanyadora | 9.   | 30 de març de 2012     | Miami, Estats Units        | Dura         | Maria Xaràpova            | 7−5, 6−4          |
| Guanyadora | 10.  | 26 de maig de 2012     | Brussel·les, Bèlgica       | Terra batuda | Simona Halep              | 7−5, 6−0          |
| Finalista  | 3.   | 7 de juliol de 2012    | Wimbledon, Regne Unit      | Gespa        | Serena Williams           | 1−6, 7−5, 2−6     |
| Finalista  | 4.   | 29 de setembre de 2012 | Tòquio                     | Dura         | Nàdia Petrova             | 0−6, 6−1, 3−6     |
| Guanyadora | 11.  | 5 de gener de 2013     | Auckland, Nova Zelanda     | Dura         | Yanina Wickmayer          | 6−4, 6−4          |
| Guanyadora | 12.  | 11 de gener de 2013    | Sydney, Austràlia          | Dura         | Dominika Cibulková        | 6−0, 6−0          |
| Finalista  | 5.   | 28 de juliol de 2013   | Stanford, Estats Units     | Dura         | Dominika Cibulková        | 3−6, 6−4, 6−4     |
| Guanyadora | 13.  | 22 de setembre de 2013 | Seül, Corea del Sud        | Dura         | Anastassia Pavliutxénkova | 6−7(6), 6−3, 6−4  |
| Finalista  | 6.   | 16 de març de 2014     | Indian Wells, Estats Units | Dura         | Flavia Pennetta           | 2−6, 1−6          |
| Guanyadora | 14.  | 10 d'agost de 2014     | Mont-real, Canadà          | Dura         | Venus Williams            | 6−4, 6−2          |
| Finalista  | 7.   | 28 de juny de 2015     | Eastbourne                 | Gespa        | Belinda Bencic            | 4−6, 6−4, 0−6     |
| Guanyadora | 15.  | 27 de setembre de 2015 | Tòquio (2)                 | Dura         | Belinda Bencic            | 6−2, 6−2          |
| Guanyadora | 16.  | 18 d'octubre de 2015   | Tientsin, Xina             | Dura         | Danka Kovinić             | 6−1, 6−2          |
| Guanyadora | 17.  | 1 de novembre de 2015  | WTA Finals, Singapur       | Dura (i)     | Petra Kvitová             | 6−2, 3−6, 6−3     |
| Guanyadora | 18.  | 9 de gener de 2016     | Shenzhen, Xina             | Dura         | Alison Riske              | 6−3, 6−2          |
| Guanyadora | 19.  | 27 d'agost de 2016     | New Haven, Estats Units    | Dura         | Elina Svitolina           | 6−1, 7−6(3)       |
| Guanyadora | 20.  | 9 d'octubre de 2016    | Pequín (2)                 | Dura         | Johanna Konta             | 6−4, 6−2          |
| Finalista  | 8.   | 13 de gener de 2017    | Sydney                     | Dura         | Johanna Konta             | 4−6, 2−6          |

### Dobles femenins: 4 (2−2)
| Abans de 2009                | Després de 2009         |
| ---------------------------- | ----------------------- |
| Grand Slam (0−0)             |                         |
| WTA Tour Championships (0−0) |                         |
| Tier I (0−0)                 | Premier Mandatory (1−0) |
| Tier II (0−0)                | Premier 5 (0−0)         |
| Tier III (1−0)               | Premier (0−2)           |
| Tier IV i V (0−0)            | International (0−0)     |

| Títols per superfície |
| --------------------- |
| Dura (1−2)            |
| Gespa (0−0)           |
| Terra batuda (1−0)    |

| Resultat   | Núm. | Data                 | Torneig                    | Superfície   | Parella            | Oponents en la final       | Marcador            |
| ---------- | ---- | -------------------- | -------------------------- | ------------ | ------------------ | -------------------------- | ------------------- |
| Guanyadora | 1.   | 21 de maig de 2007   | Istanbul, Turquia          | Terra batuda | Urszula Radwańska  | Chan Yung-jan Sania Mirza  | 6−1, 6−3            |
| Finalista  | 1.   | 22 de febrer de 2009 | Dubai, Emirats Àrabs Units | Dura         | Maria Kirilenko    | Cara Black Liezel Huber    | 3−6, 3−6            |
| Finalista  | 2.   | 2 d'agost de 2009    | Los Angeles, Estats Units  | Dura         | Maria Kirilenko    | Chuang Chia-jung Yan Zi    | 0−6, 6−4, [7−10]    |
| Guanyadora | 2.   | 3 d'abril de 2011    | Miami, Estats Units        | Dura         | Daniela Hantuchová | Liezel Huber Nàdia Petrova | 7−6(5), 2−6, [10−8] |

### Equips: 2 (1−1)
| Resultat   | Núm. | Data                | Torneig                       | Superfície | Parella         | Oponents en la final            | Marcador |
| ---------- | ---- | ------------------- | ----------------------------- | ---------- | --------------- | ------------------------------- | -------- |
| Finalista  | 1.   | 4 de gener de 2014  | Copa Hopman, Perth, Austràlia | Dura       | Grzegorz Panfil | Alizé Cornet Jo-Wilfried Tsonga | 1−2      |
| Guanyadora | 1.   | 10 de gener de 2015 | Copa Hopman                   | Dura       | Jerzy Janowicz  | Serena Williams John Isner      | 2−1      |

## Trajectòria

### Individual
| Open d'Austràlia | A           | A           | 2R          | QF    | 1R          | 3R          | QF          | QF    | QF          | SF          | 4R          | SF    | 2R    | 3R    | 0 / 12    | 35 – 12   |
| Roland Garros | A           | A           | 1R          | 4R    | 4R          | 2R          | 4R          | 3R    | QF          | 3R          | 1R          | 4R    | 3R    | A     | 0 / 11    | 23 – 11   |
| Wimbledon | A           | 4R          | 3R          | QF    | QF          | 4R          | 2R          | F     | SF          | 4R          | SF          | 4R    | 4R    | 2R    | 0 / 13    | 43 – 13   |
| US Open | A           | 2R          | 4R          | 4R    | 2R          | 2R          | 2R          | 4R    | 4R          | 2R          | 3R          | 4R    | 3R    | 1R    | 0 / 13    | 24 – 13   |
| Jocs Olímpics | No celebrat | No celebrat | No celebrat | 2R    | No celebrat | No celebrat | No celebrat | 1R    | No celebrat | No celebrat | No celebrat | 1R    | NC    | NC    | 0 / 3     | 1 – 3     |
| WTA Championships | A           | A           | A           | RR    | RR          | A           | RR          | SF    | RR          | SF          | G           | SF    | A     | A     | 1 / 8     | 11 – 14   |
| Victòries–Derrotes | 0–0         | 13–11       | 32–19       | 52–20 | 44–23       | 33–19       | 46–18       | 59–19 | 56–19       | 48–22       | 51–25       | 53–18 | 22–16 | 13–11 | 593 – 266 | 593 – 266 |
| Rànquing a final d'any | 381         | 57          | 26          | 10    | 10          | 14          | 8           | 4     | 5           | 6           | 5           | 3     | 28    | 75    |           |           |
| Llegenda: G: Guanyadora; F: Finalista; SF: Semifinalista; QF: Quarts de final; Q: Qualificació; A: Absent; RR: Round Robin; |             |             |             |       |             |             |             |       |             |             |             |       |       |       |           |           |

### Dobles femenins
| Open d'Austràlia | A   | 1R    | 1R    | 2R          | SF          | 3R          | 3R  | A   | 0 / 6    | 9 – 6    |
| Roland Garros | A   | 3R    | 1R    | QF          | QF          | 1R          | 2R  | A   | 0 / 6    | 9 – 6    |
| Wimbledon | A   | 3R    | 2R    | 1R          | 2R          | 3R          | 3R  | A   | 0 / 6    | 8 – 6    |
| US Open | A   | 2R    | 1R    | 1R          | 3R          | SF          | A   | A   | 0 / 5    | 7 – 5    |
| Jocs Olímpics | NC  | NC    | 1R    | No celebrat | No celebrat | No celebrat | 2R  | NC  | 0 / 2    | 1 – 2    |
| Victòries–Derrotes | 2–6 | 13–12 | 13–17 | 12–10       | 18–9        | 21–10       | 7–7 | 0–0 | 113 – 86 | 113 – 86 |
| Rànquing a final d'any | 212 | 71    | 60    | 46          | 27          | 16          | 100 | −   | 34 – 25  | 34 – 25  |
| Llegenda: G: Guanyadora; F: Finalista; SF: Semifinalista; QF: Quarts de final; Q: Qualificació; A: Absent; RR: Round Robin; |     |       |       |             |             |             |     |     |          |          |

## Guardons
- WTA Tour Most Impressive Newcomer of the Year (2006)
- WTA Fan Favorite Singles Player (2011, 2012, 2013, 2014, 2015, 2016)